# Opuntia
Opuntia, denumită în mod obișnuit cactusul de pere, este un gen de plante cu flori din familia Cactaceae, multe cunoscute pentru fructele lor aromate și florile arătatoare. [1] Cactușii sunt bine adaptați la ariditate, cu toate acestea, sunt încă vulnerabili la modificări ale precipitațiilor și ale temperaturii determinate de schimbările climatice. [2] Numai perele de mârg sunt mai frecvent folosite pentru a se referi exclusiv la fructe, dar pot fi folosite și pentru planta în sine; în plus, alte denumiri date plantei și părților sale specifice includ ton (fruct), sabra, sabbar, nopal (tampoane, plural nopales) dincuvântul nahuatl nōpalli, nostle (fruct) din cuvântul nahuatl nōchtli și cactus cu vâsle. Genul este numit dupăorașul grecesc antic Opus,[3] unde, potrivit lui Teofrastus, o plantă comestibilă creștea și putea fi înmulțită prin înrădăcinarea frunzelor.[verificare eșuată] Cea mai comună specie culinară este „Smochinul de Barbarie” (Opuntia ficus-indica).
O. ficus-indica este un cactus mare, care formează trunchi, segmentat, care poate crește până la 5-7 metri (16-23 picioare) cu o coroană de peste 3 m (10 ft) în diametru și un diametru al trunchiului de 1 m (1 curte).[1] Cladodele (tampoane mari) sunt de la verde la albastru-verde, având câțiva spini de până la 2,5 centimetri (1 inch) sau pot fi lipsite de coloană vertebrală.[1] De obicei, perele crestă cu cladode plate și rotunjite (numite și platyclade) care conțin țepi mari, netezi, fix și niște țepi mici, asemănătoare părului, numite glohide, care aderă ușor de piele sau păr, apoi se desprind de plantă. Florile sunt de obicei mari, axilare, solitare, bisexuale și epiperigine, cu un perianth format din tepale distincte, dispuse spiralatși un hipant. Staminelesunt numeroase și în ciorchine spiralate sau spiralate, iar gineceul are numeroase ovare inferioare pe carpel. Placentația este parietală, iar fructul este o boabă cu semințe arilate. Speciile de pere de figur pot varia foarte mult ca obicei; majoritatea sunt arbuști, dar unii, cum ar fi O. galapageia din Galapagos, sunt copaci.

## Chimie
Opuntia conține o gamă de substanțe fitochimice în cantități variabile, cum ar fi polifenoli, minerale alimentare și betalaine.[4][5] Compușii identificați în cadrul cercetării de bază includ acidul galic, acidul vanilic și catechinele, ca exemple.[4] Părul sicilian conține betalaină, betanină și indicaxantina, cu cele mai mari niveluri în fructe. [5]